# شری استرینگ‌فیلد
شِری استرینگ‌فیلد (انگلیسی: Sherry Stringfield؛ زادهٔ ۲۴ ژوئن ۱۹۶۷) یک هنرپیشه اهل ایالات متحده آمریکا است. وی از سال ۱۹۸۹ میلادی تاکنون مشغول فعالیت بوده‌است.

## فیلم‌شناسی
- پاییز در نیویورک (۲۰۰۰)

### تلویزیون
- زیر گنبد (۲۰۱۴)
- سی‌اس‌آی (۲۰۱۳)
- زیاد ذوق‌زده نشو (۲۰۰۹)
- قانون و نظم (۲۰۰۸)
- بگو که دوستم داری (۲۰۰۷)
- ردپای آبی (۲۰۰۱–۲۰۰۰)
- بخش فوریت‌های پزشکی (۱۹۹۶–۱۹۹۴ و ۲۰۰۵–۲۰۰۱ و ۲۰۰۹)